# Nina Frances Layard
Nina Frances Layard (ur. 20 sierpnia 1853 w Essex, zm. 12 sierpnia 1935 w Ipswich) – angielska archeolog i poetka. 

## Życiorys
Urodziła się jako 4 dziecko małżeństwa Charlesa Clementa Layarda, duchownego i Sary Layard z domu Somes. Na kształtowanie zainteresowań Niny duży wpływ miał kuzyn ojca Austen Henry Layard, archeolog i Matthew Arnold, poeta. Zdobyła doświadczenie podróżując dookoła świata, odwiedzając między innymi Nową Zelandię po powrocie do Anglii poprowadziła swoje pierwsze wykopaliska archeologiczne w 1898 roku w klasztorze Dominikanów w Ipswich, gdzie odkryła mury fundamentowe średniowiecznych budynków. W latach 1902–05 prowadziła wykopaliska na paleolitycznym stanowisku Foxhall w pobliżu Ipswich. Przeprowadzone tam badania dostarczyły ważnych dowodów na starożytność ludzi (istnienie przed epoką lodowcową), a jej analiza odkrytych tam kamiennych narzędzi przyczyniła się do lepszego zrozumienia procesu produkcji narzędzi kamiennych. W latach 1906–07 prowadziła wykopaliska na terenie anglosaskiego cmentarzyska w Hadleigh. Udokumentowała tam 159 grobów i ich wyposażenie. Odzyskane przedmioty trafiły do muzeum w Ipswich. W 1921 roku jako jedna z pierwszych kobiet została przyjęta do Society of Antiquaries w Londynie.